# Abba-esque
Albums de Erasure
Chorus
(1991) Pop! The First 20 Hits
(1992)
Singles par Erasure
Breath of Life
(1992) Who Needs Love like That
(1992)
Abba-esque est le 2d EP (mini-album) du groupe britannique Erasure, constitué de reprises de quatre chansons du groupe suédois ABBA. Il est paru le 1er juin 1992 (au Royaume-Uni), entre les albums Chorus (1991) et I Say I Say I Say (1994), ainsi que quelques mois avant la parution de la compilation Pop! The First 20 Hits (1992). Probablement pour cette raison, les arrangements électroniques utilisés pour Abba-esque sont très proches de ceux employés pour les albums Chorus et I Say I Say I Say.
Les quatre chansons du groupe suédois ABBA (Lay All Your Love On Me, S.O.S., Take A Chance On Me et Voulez-vous) y sont reprises d'une façon qui se situe à mi-chemin entre l'hommage et la parodie ; un ton humoristique qui se retrouve dans les vidéo-clips, comportant quelques références aux Monty Python. Ces quatre vidéo-clips, dont trois réalisés par le Français Jan Kounen, furent largement diffusés sur MTV ainsi que sur les chaînes britanniques et allemandes. Depuis 2003, on les retrouve sur la compilation DVD des vidéo-clips d'Erasure Hits! The Videos.
Durant son adolescence, Andy Bell était un grand fan d'ABBA. En 1992, il souhaitait depuis longtemps rendre hommage à ce groupe de sa jeunesse qui lui paraissait relativement oublié. Selon ses propos, le plus difficile fut de convaincre Vince Clarke de se lancer dans cette entreprise risquée, en raison de l'image encore doucement ringarde d'ABBA dans le contexte de l'époque.
Le groupe Erasure avait déjà plus discrètement salué ABBA en 1986, en reprenant la chanson Gimme! Gimme! Gimme! (A Man After Midnight), en face B du maxi-single Oh l'Amour ainsi que dans les tournées de leur début de carrière.
Du fait de son important succès commercial dans plusieurs pays européens (numéro 1 durant cinq semaines au Royaume-Uni et durant six semaines en Suède), Abba-esque y est considéré comme le point de départ de la déferlante nostalgique qui réhabilita ABBA au cœur des années 1990. En dépit de plusieurs albums n°1 et de nombreux singles frôlant la première place, Abba-esque restera l'unique single d'Erasure à s'être classé n°1 au Royaume-Uni. Abba-esque réalise la sixième meilleure vente de singles au Royaume-Uni sur l'ensemble de l'année 1992.
Fin 1992, peu après le succès d'Abba-esque, le groupe australien Björn Again, alors spécialisé dans la reprise de chansons d'ABBA, renvoie l'ascenseur en publiant un EP intitulé Erasure-ish, contenant deux chansons d'Erasure, "A Little Respect" et "Stop !", reprises à la manière dont le groupe ABBA aurait pu le faire s'il avait encore existé. En septembre 1992, Erasure-ish se classa n°25 des ventes de singles au Royaume-Uni, au n°31 en Suède et au n°67 en Allemagne.
En 2003, le groupe Erasure s'adonnera de nouveau à l'exercice des reprises, mais à une plus grande échelle, au travers d'un album entièrement constitué de reprises : Other People's Songs.

## Classements parmi les ventes de disques
| Pays                   | Meilleure position |
| ---------------------- | ------------------ |
| Autriche               | 1                  |
| Danemark               | 1                  |
| Finlande               | 1                  |
| Grèce                  | 1                  |
| Irlande                | 1                  |
| Royaume-Uni            | 1                  |
| Suède                  | 1                  |
| Allemagne              | 2                  |
| Union européenne (CEE) | 2                  |
| Suisse                 | 3                  |
| Belgique               | 4                  |
| Pays-Bas               | 4                  |
| Portugal               | 8                  |
| Australie              | 13                 |
| Espagne                | 27                 |
| Canada                 | 38                 |
| Hongrie                | 39                 |
| Nouvelle-Zélande       | 42                 |
| États-Unis             | 85                 |

## Ventes
- États-Unis : 417 000 exemplaires
- Allemagne : plus de 500 000 exemplaires

## Détail des plages
| 1. | Lay All Your Love On Me | 4:44 |
| 2. | S.O.S.                  | 3:47 |
| 3. | Take A Chance On Me     | 3:45 |
| 4. | Voulez Vous             | 5:30 |

| 1. | Voulez Vous (Brain Stem Death Test Mix)       | 5:46  |
| 2. | Lay All Your Love On Me (No Panties Mix)      | 5:50  |
| 3. | Take A Chance On Me (Take A Trance On Me Mix) | 13:23 |
| 4. | S.O.S. (Perimeter Mix)                        | 5:17  |